# فرنسيس كوتس جونز
فرنسيس كوتس جونز (بالإنجليزية: Francis Coates Jones)‏ هو رسام أمريكي، ولد في 25 يوليو 1857 في بالتيمور في الولايات المتحدة، وتوفي في 1932 في نيويورك في الولايات المتحدة.

## معرض صور

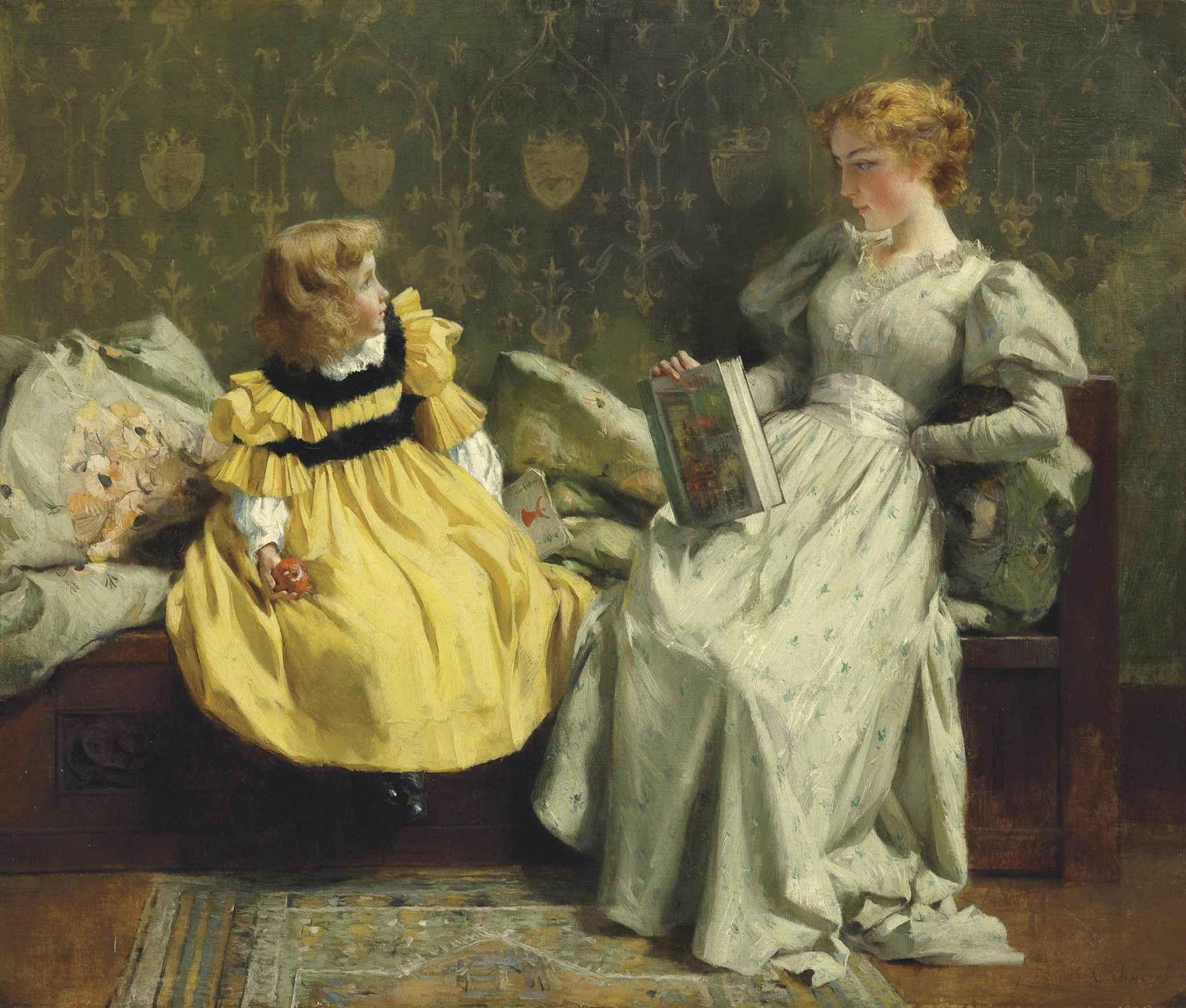
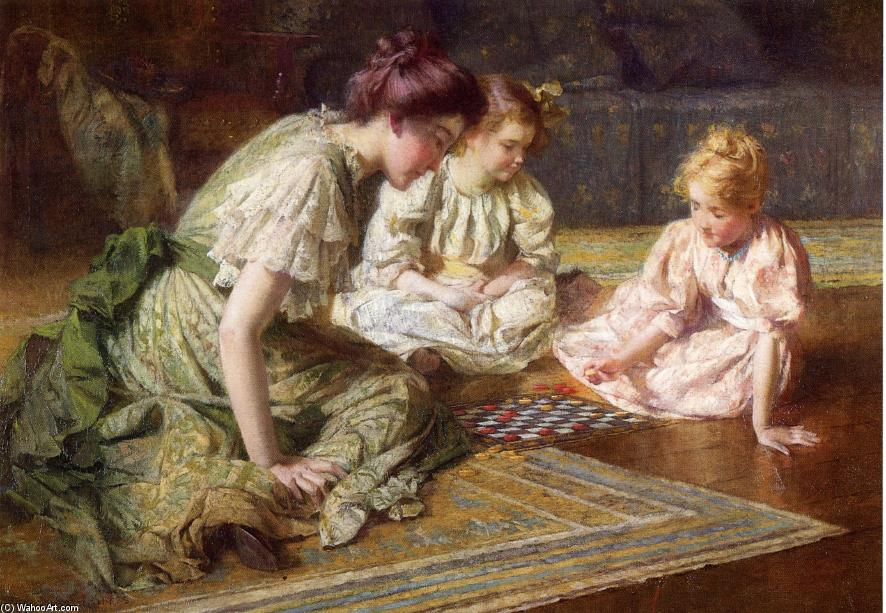
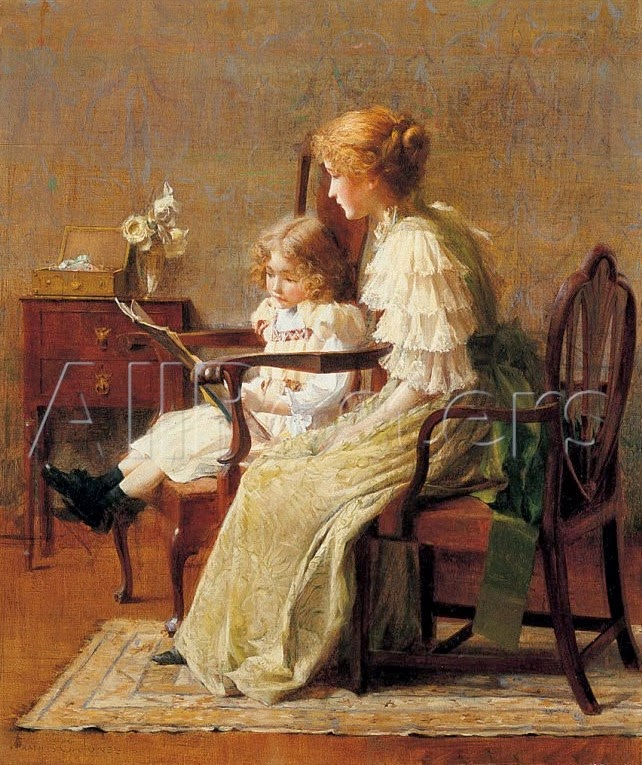